# Incendie du 26 septembre 2023 à Bakhdida
L'incendie du 26 septembre 2023 à Bakhdida survient le 26 septembre 2023, vers 22 h 45 EEST (alias MSK, alias EAT), lorsqu'un incendie se déclare dans une salle de mariage d'Al Haytham lors d'un mariage chrétien à Bakhdida, dans le district d'al-Hamdaniya, dans le gouvernorat de Ninive, en Irak.

## Incendie
Selon les rapports préliminaires, l'incendie a été déclenché par des feux d'artifice et sa propagation a été exacerbée par des matériaux de construction inflammables et des panneaux préfabriqués qui violaient les normes de sécurité,,. En raison de la combustion des panneaux composites, qui contenaient du plastique, l'incendie s'est propagé très rapidement et a libéré des gaz toxiques. On estime qu'environ 1 000 personnes étaient présentes.
Les vidéos de l'incendie semblent montrer le couple marié dansant ensemble avant que des morceaux enflammés du plafond ne commencent à tomber sur le sol.

## Victimes
Selon le vice-gouverneur de la province de Ninive, Hasan al-Allaf, 170 personnes sont mortes ou disparues et 200 autres ont été blessées. La majorité des blessés étaient complètement brûlés, tandis que d'autres avaient 50 à 60 % de leur corps brûlé.
Environ deux mois après les faits, l'ACI Afrique estime le nombre de victimes du drame à 140 morts et 250 blessés

## Conséquences
Les forces de sécurité ont jusqu'à présent arrêté neuf travailleurs. Le propriétaire de la salle aurait pris la fuite. Le Premier ministre Mohammed Chia al-Soudani a déclaré qu'une commission d'enquête serait créée et a ordonné à toutes les autorités compétentes d'intensifier les inspections des bâtiments et la vérification des procédures de sécurité.